# Ernst Grubestadion
Het Ernst Grubestadion was een multifunctioneel stadion in de Duitse stad Maagdenburg. Het stadion werd vooral gebruikt voor voetbalwedstrijden. De voetbalclub 1. FC Magdeburg maakte tot 2004 gebruik van dit stadion. Het stadion werd gebouwd in 1955 en bood plaats aan 25.800 toeschouwers. In 2004 werd het stadion gesloten en een jaar later werd het afgebroken voor de bouw van een nieuw stadion, de MDCC-Arena.